# Damien Ferrette
Damien Ferrette est un acteur français, né le 21 août 1974. Il est notamment connu pour son rôle de Vincent de Boissière dans la série Sous le soleil.

## Biographie
Il a étudié au studio-théâtre d'Asnières.
Spécialisé dans le doublage, il est notamment la voix française régulière de Samuel Page, Noah Bean et Jon Seda, ainsi qu'entre autres, l'une des voix françaises de Leonardo DiCaprio, Mark Consuelos, Rupert Penry-Jones, Theo James, Sung Kang, Adrian Grenier, Michael Rosenbaum et Tom Ellis.

## Théâtre
- 1987 : Le Petit Tailleur de pierres
- 1988 : Les Yeux bleus du dragon
- 1989 : Papyrus
- 1991 : Isis errante
- 1992 : Fauste ou le Miroir du diable
- 1993 : Casse-pipe
- 1995 : Les Cancans
- 1995 : Les Chemins de fer
- 1995 : Le Cabaret satirique
- 1996 : Claudel le fou, Genet le sage
- 1996 : Vive Offenbach, spectacle musical
- 1996 : Le Legs
- 1996 : Le Conte d'hiver
- 1997 : Monsieur de Pourceaugnac
- 2001 : La Profession de madame Warren
- 2001 : L'Or des images
- 2002 : Les Nuits de l'improvisation théâtrale
- 2003 : Britannicus
- 2004 : Dom Juan
- 2004-2005 : L'Épreuve
- 2005 : L'Échange

## Filmographie

### Cinéma

#### Longs métrages
- 1998 : Les Couloirs du temps : Les Visiteurs 2 de Jean-Marie Poiré : le soldat de l'an II
- 1999 : Le Domaine de Vincent Heristchi
- 2001 : Grégoire Moulin contre l'humanité d'Artus de Penguern : un joueur de l'Olympique Parisien
- 2010 : Coursier de Hervé Renoh : Gustave
- 2014 : À coup sûr de Delphine de Vigan : Bob Clark
- 2016 : Les Visiteurs : La Révolution de Jean-Marie Poiré : le soldat de l'an II (caméo au début du film)

#### Courts métrages
- 2018 : Ta Gueule de Franck Victor : l'agent qui interroge Léa
- 2019 : Bel Ange de Franck Victor : Dr Bel Ange

### Télévision

#### Téléfilms
- 1997 : Deadly Summer : Hervé
- 2000 : Un jeune Français : Jérôme
- 2000 : L'Été des hannetons
- 2001 : Fatou la Malienne : Yann
- 2003 : Changer tout : Raphaël
- 2008 : Charlotte Corday : Jacques-Louis David
- 2008 : Jamais 2 sans 3 d'Éric Summer : Franck Tannat
- 2009 : Presque célèbre : Marco Valero

#### Séries télévisées
- 1998 : Les B.R.A.V. : Damien Tournier
- 1999-2005 : Sous le soleil : Vincent de Boissière (avocat / homme d'affaires)
- 2006 : Alice Nevers : Le juge est une femme : Éric Viard (saison 5, épisode 2 : À cœur perdu)
- 2007 : Suspectes : Chaque femme à un secret : Laurent
- 2007 : Cinq Sœurs : Victor Barelli
- 2008 : Julie Lescaut : Marc (saison 17, épisode 2)
- 2009 : Profilage : Frédéric (saison 1, épisode 1)
- 2013 : Sous le soleil de Saint-Tropez : Vincent de Boissière
- 2018 : Section de recherches : Bertrand Fabre (saison 12, épisode 12 : Meurtre XXL)
- 2021 : Larguée : ?

## Doublage

### Cinéma

#### Films
- Sung Kang[2] dans (11 films) :
  - Fast and Furious: Tokyo Drift (2006) : Han Lue
  - Rogue : L'Ultime Affrontement (2007) : Goi
  - Die Hard 4 : Retour en enfer (2007) : Raj
  - Fast and Furious 4 (2009) : Han Lue
  - Los Bandoleros (2009) : Han Lue
  - Fast and Furious 5 (2011) : Han Lue
  - Fast and Furious 6 (2013) : Han Lue
  - Fast and Furious 7 (2015) : Han Lue
  - Code 8 (2019) : l'agent Park
  - Fast and Furious 9 (2021) : Han Lue
  - Fast and Furious 10 (2023) : Han Lue

- Theo James dans (7 films) : 
  - Underworld : Nouvelle Ère (2012) : David
  - War on Everyone : Au-dessus des lois (2016) : Lord James Mangan
  - Le Testament caché (2016) : le père Gaunt
  - Underworld: Blood Wars (2016) : David
  - Zoe (2018) : Ash
  - La Liste de M. Malcolm (en) (2022) : le capitaine Henry Ossory
  - The Monkey (2025) : les jumeaux Hal et Bill

- Leonardo DiCaprio[2] dans (5 films) :
  - Inception (2010) : Dominic « Dom » Cobb
  - J. Edgar (2011) : J. Edgar Hoover
  - Django Unchained (2012) : Calvin Candie
  - Gatsby le Magnifique (2013) : Jay Gatsby dit « le Magnifique »
  - Once Upon a Time… in Hollywood (2019) : Rick Dalton

- Jim Sturgess[2] dans (5 films) :
  - Les Chemins de la liberté (2010) : Janusz « Pakhan »
  - Un jour (2011) : Dexter Mayhew
  - Hysteria (2014) : Edward Newgate
  - Geostorm (2017) : Max Lawson
  - Apartment 7A (2024) : Alan Marchand

- John Gallagher, Jr. dans (5 films) : 
  - Pas un bruit (2016) : l'homme masqué
  - Underwater (2020) : Liam Smith
  - Come Play (2020) : Marty
  - Gone in the Night (en) (2022) : Max
  - Abandoned (en) (2022) : Alex

- Jake Lacy dans (5 films) :
  - Noël à Snow Falls (en) (2017) : Jake Collins
  - Rampage : Hors de contrôle (2018) : Brett Wyden
  - Johnny English contre-attaque (2018) : Jason
  - Une obsession venue d'ailleurs (en) (2022) : Harry Replica
  - L'Affaire de la mutinerie du Caine (2023) : le lieutenant Stephen Maryk

- Tom Bateman dans (4 films) : 
  - Larguées (2017) : James
  - Le Crime de l'Orient-Express (2017) : M. Bouc
  - Mort sur le Nil (2022) : M. Bouc
  - Treize Vies (2022) : Chris Jewell

- Dominic Cooper[2] dans :
  - Wild Generation (2006) : Dakin
  - The Duchess (2008) : Charles Grey
  - La Princesse (2022) : Julius

- Max Minghella[2] dans : 
  - Agora (2009) : Davus
  - Les Marches du pouvoir (2011) : Ben Harper
  - Spirale : L'Héritage de Saw (2021) : William Schenk

- Alfie Allen dans : 
  - John Wick (2014) : Iosef Tarasov
  - The Predator (2018) : Lynch
  - Night Teeth (2021) : Victor

- Luke Bracey dans :
  - Point Break (2015) : Johnny Utah
  - Tu ne tueras point (2016) : Smitty Racker
  - Interceptor (2022) : Alexander Kessel

- Yul Vazquez dans :
  - Infiltrator (2016) : Javier Ospina
  - O.G. (en) (2018) : Baxter
  - Books of Blood (2020) : Bennett

- Matt McGorry dans :
  - Step Sisters (en) (2018) : Dane
  - Le Goût du vin (2020) : Harvard
  - Good on Paper (2021) : Brett

- Andrew Rannells dans :
  - The Boys in the Band (2020) : Lary
  - The Prom (2020) : Trent Oliver
  - Our Son (en) (2023) : Matthew

- Heath Ledger[2] dans :
  - Two Hands (1999[3]) : Jimmy
  - Frères du désert (2002) : Harry

- Scott Wolf dans :
  - Go (1999) : Adam
  - Une amie au poil (2022) : Matt Zarrella

- Moritz Bleibtreu[2] dans :
  - Une famille allemande (2004) : Hans-Jörg Tschirner
  - Kill Your Friends (2015) : Rudi

- Chris Klein[2] dans : 
  - Un long week-end (2005) : Cooper
  - Fear Street: Prom Queen (2025) : Dan Falconer

- Riccardo Scamarcio dans :
  - Romanzo criminale (2005) : Il Nero / Le Noir
  - À vif ! (2015) : Max

- Andy Samberg[2] dans :
  - Hot Rod (2007) : Rod Kimble
  - I Love You, Man (2009) : Robbie Klaven

- Ryan Phillippe[2] dans :
  - Stop-Loss (2008) : Brandon King
  - La Défense Lincoln (2011) : Louis Roulet

- Paul Rudd[2] dans :
  - L'An 1 : Des débuts difficiles (2009) : Abel
  - Comment savoir (2010) : George Madison

- Jack Huston[2] dans :
  - Le Psy d'Hollywood (2009) : Shamus
  - American Bluff (2014) : Pete Musane

- Ashton Kutcher[2] dans : 
  - Valentine's Day (2010) : Reed Bennett
  - Happy New Year (2011) : Randy, illustrateur de BD

- Tommy Dewey dans : 
  - 17 ans encore (2009) : Roger
  - The Front Runner (2018) : John Emerson

- Luke Treadaway dans :
  - Le Choc des Titans (2010) : Prokopion
  - Invincible (2014) : Miller

- Michael Rosenbaum[2] dans : 
  - Sans compromis (2011) : Brandon
  - Hit and Run (2012) : Gil

- Hamish Linklater dans :
  - Battleship (2012) : Cal Zapata
  - One More Time (2015) : Tim

- Hayes MacArthur (en) dans :
  - The Babymakers (2012) : Leslie Jenkins
  - Dear Santa (2024) : Bill Turner

- James Frecheville dans : 
  - Quand vient la nuit (2014) : Fitz
  - I.T. (2016) : Ed Porter

- Adrian Grenier dans : 
  - Entourage (2015) : Vincent Chase
  - Marauders (2016) : l'agent spécial Wells

- Samuel Page dans : 
  - Renaissances (2015) : Carl Baldwin
  - L'Emprise du vice (2022) : le lieutenant Ed Jennings

- Mikkel Boe Følsgaard dans : 
  - Les Oubliés (2015) : le lieutenant Ebbe Jensen
  - Ehrengarde ou l'Art de la séduction (en) (2023) : Cazotte

- Mads Sjøgård Pettersen (no) dans :
  - Le 12e Homme (2017) : Marius Grønnvoll
  - Troll (2022) : le capitaine Kristoffer Holm

- Dan Stevens dans :
  - Colossal (2017) : Tim
  - Abigail (2024) : Frank

- Toby Kebbell dans : 
  - Hurricane (2018) : Will
  - Destroyer (2018) : Silas

- Jack Lowden dans : 
  - Marie Stuart, reine d'Écosse (2018) : Lord Darnley
  - Capone (2020) : l'agent Crawford

- Bill Heck (en) dans : 
  - La Ballade de Buster Scruggs (2018) : Billy Knapp
  - I'm Your Woman (2020) : Eddie

- Andy Bean (en) dans : 
  - Ça : Chapitre 2 (2019) : Stanley « Stan » Uris
  - La Méthode Williams (2021) : Laird Stabler

- Swen Temmel dans :
  - 10 Minutes Gone (2019) : Baxter
  - Jeu de survie (2021) : Cal

- Mike Vogel dans :
  - Obsession secrète (2019) : le faux Russel Williams / Ryan Garetti
  - Collection (2021) : Ross

- Joseph Millson (en) dans :
  - La Chute du Président (2019) : l'agent Ramirez
  - The Amateur (2025) : Ellish

- Evan Jonigkeit dans :
  - The Empty Man (2020) : Greg
  - La Proie d'une ombre (2020) : Owen

- Johnny Flynn dans :
  - Emma. (2020) : George Knightley
  - Une vie (2023) : Nicholas Winton, adulte

- Ramón Ródriguez dans :
  - Le Seul et unique Ivan (2020) : George
  - G20 (2025) : Manny Ruiz

- Christopher Abbott dans :
  - Pauvres Créatures (2023) : Alfie Blessington
  - Wolf Man (2025) : Blake Lovell

- Louis Talpe (nl) dans :
  - Les semaines miracle (2023) : Kaj
  - iHostage (2025) : Winston

- 1998 : The Faculty : Stan Rosado (Shawn Hatosy[2])
- 1999 : Les Années lycée : Jack Wheeler (Gabriel Mann)
- 2000 : Scream 3 : Tom Prinze (Matt Keeslar)
- 2000 : Scary Movie : Bobby Prinze (Jon Abrahams
- 2000 : The Yards : Leo Handler (Mark Wahlberg
- 2000 : Capitaines d'avril : Lobao (Fele Martinez)
- 2000 : À la rencontre de Forrester : Damon (Lil' Zane)
- 2000 : The Patriot : Le Chemin de la liberté : ? (?)
- 2001 : Sex Academy : Jake Wyler (Chris Evans)
- 2002 : Le Club des libertins : James Strang (Matthew Rhys)
- 2002 : Big Girls Don't Cry : Klaus (Tillbert Strahl-Schäfer)
- 2002 : Kermit, les années têtard : Goggles (Joey Mazzarino) (voix)
- 2003 : Le Gardien du manuscrit sacré : Kar (Seann William Scott)
- 2004 : 30 ans sinon rien : Alex Carlson (Samuel Ball)
- 2004 : Anacondas : À la poursuite de l'orchidée de sang : Bill Johnson (Johnny Messner) et Dr Ben Douglas (Nicholas Gonzalez)
- 2004 : Club Dread : Lars (Kevin Heffernan)
- 2004 : Investigations : Manolo Bonilla (John Leguizamo)
- 2004 : Coup de foudre à Bollywood : Johnny Wickham (Daniel Gillies)
- 2004 : Dead and Breakfast : David (Erik Palladino)
- 2004 : Jiminy Glick in Lalawood : Ben DiCarlo (Corey Pearson)
- 2005 : La Chute : Heinz Ling (Thomas Limpinsel
- 2005 : BloodRayne : Sebastian (Matthew Davis)
- 2005 : Shopgirl : Jeremy (Jason Schwartzman[2])
- 2005 : Chassé-croisé à Manhattan : Tobey (Billy Crudup)
- 2005 : Sweet Land (en) : Frandsen jeune (Alan Cumming)
- 2005 : L'École est finie (es) : Kaos (Alvaro Monje)
- 2005 : Walk the Line : Jerry Lee Lewis (Waylon Payne)
- 2006 : Horribilis : Bill Pardy (Nathan Fillion)
- 2006 : Eragon : Roran (Christopher Egan)
- 2006 : Ô Jérusalem : Amin Chahine (Jamie Harding)
- 2006 : We Are Marshall : Chris Griffen (Wes Brown)
- 2006 : Yellow : Rocco (Freddi De Arcé)
- 2006 : Vol 93 : lui-même (James Fox)
- 2006 : Confession d'un cannibale : Felix (Marcus Lucas)
- 2006 : Van Wilder 2: Sexy Party : Pip (Daniel Percival (en))
- 2006 : Volver : Emilio (Leandro Rivera)
- 2007 : La colline a des yeux 2 : Stump Locke (Ben Crowley)
- 2007 : An American Crime : Andy (James Franco[2])
- 2007 : In the Land of Women : Eric Watts (Dustin Milligan)
- 2007 : August Rush : Louis Connelly (Jonathan Rhys-Meyers)
- 2007 : Shotgun Stories : Kid Hayes (Barlow Jacobs)
- 2007 : Rintintin : Lee Duncan (Tyler Jensen)
- 2007 : Kill Bobby Z : Bobby Z (Jason Lewis)
- 2007 : Gone : Taylor (Scott Mechlowicz)
- 2007 : Borderland : Henry (Jake Muxworthy)
- 2007 : Mon frère est fils unique : Quarta Sponda (Giovanni Francesco Piccirillo)
- 2007 : Entreprise séduction : Wick (Simon Verhoeven)
- 2008 : Las Vegas 21 : Fisher (Jacob Pitts)
- 2008 : Harcelés : Chris Mattson (Patrick Wilson[2])
- 2008 : Un éclair de génie : Dennis Kearns, à 21 ans (Jake Abel)
- 2008 : Les Ruines : Eric (Shawn Ashmore)
- 2008 : Felon : Wade Porter (Stephen Dorff)
- 2008 : Blonde et dangereuse : Derek O'Grady (Bryce Johnson)
- 2008 : La Copine de mon meilleur ami : Josh, le portier de Rachel (Taran Killam)
- 2008 : Sparrow : Sak (Law Wing-Cheong)
- 2008 : John Rambo : L'Écolier, un mercenaire (Matthew Marsden)
- 2008 : The Rocker : Kip (Demetri Martin)
- 2008 : Les Citronniers : Nasser Zidane (Loai Nofi)
- 2008 : Jeux pervers : Fabrizio (Tommaso Ramenghi)
- 2008 : Asylum : Tommy (Travis Van Winkle)
- 2008 : Toute l'histoire de mes échecs sexuels : lui-même (Chris Waitt)
- 2009 : Ce que pensent les hommes : Connor (Kevin Connolly
- 2009 : Hanté par ses ex : Paul (Breckin Meyer)
- 2009 : New York, I Love You : Justin (Justin Bartha)
- 2009 : Les Anges de Boston 2 : Lloyd (Joris Jarsky)
- 2009 : Présumé Coupable : C. J. Nicholas (Jesse Metcalfe)
- 2009 : L'Assistant du vampire : Evra Von / Snake boy (Patrick Fugit)
- 2009 : Girlfriend Experience : David (David Levien)
- 2009 : Fame : Andy Matthews (Cody Longo)
- 2009 : Paul Blart : Super Vigile : Stuart (Stephen Rannazzisi)
- 2010 : Cher John : Noodles (D. J. Cotrona)
- 2010 : Tremblement de terre à Tangshan : Yang Zhi (Yi Lu)
- 2010 : 13 Assassins : Shinrokuro Shimada (Takayuki Yamada)
- 2011 : Priest : Hicks (Cam Gigandet)
- 2011 : La Couleur des sentiments : Stuart Whitworth (Chris Lowell)
- 2011 : You're Next : Drake (Joe Swanberg)
- 2011 : Hust : Chris (C.J. Thomason)
- 2011 : Comment tuer son boss ? : Wetwork Man (Ioan Gruffudd)
- 2012 : Prometheus : Charlie Holloway (Logan Marshall-Green)
- 2012 : Mademoiselle Détective :  Nicholas Dexter (Joshua Bowman)
- 2012 : Wrong : l'inspecteur Ronnie (Steve Little)
- 2012 : Tai Chi Hero : Fang Zi Jing (Eddie Peng)
- 2013 : Die Hard : Belle journée pour mourir : John « Jack » McClane Jr. (Jai Courtney)
- 2013 : Du plomb dans la tête : Louis Blanchard (Jon Seda)
- 2013 : Face à face : Chris Ford (Milo Ventimiglia)
- 2013 : I Will Rock You : Dixie (Jonny Owen)
- 2013 : Blue Jasmine : Eddie, l'ami de Chili (Max Casella)
- 2013 : Paganini, le violoniste du diable : Niccolò Paganini (David Garrett)
- 2015 : MI-5 Infiltration : Qasim (Elyes Gabel)
- 2015 : Everest : Andy « Harold » Harris (Martin Henderson)
- 2015 : Le Pont des espions : le lieutenant de police (Greg Nutcher)
- 2016 : Ninja Turtles 2 : Casey Jones (Stephen Amell)
- 2017 : Braqueurs d'élite : Jack Porter (Dimitri Leonidas)
- 2017 : Madame : Toby (Brendan Patricks)
- 2017 : Breathe : Dr Don McQueen (Ben Lloyd-Hughes)
- 2018 : Une drôle de fin : Douglas « Doug » Kenney (Will Forte)
- 2018 : Coaching Mortel : Trey (Adam Huber)
- 2018 : Peppermint : Mickey (Chris Johnson)
- 2018 : Illang : The Wolf Brigade : Jang Jin-tae (Jeong Woo-seong)
- 2018 : L'Exorcisme de Hannah Grace : Andrew Kurtz (Grey Damon)
- 2018 : Ma vie avec John F. Donovan : un journaliste (Hamza Haq) et un policier (James Marchant)
- 2019 : Glass : Daryl (Adam David Thompson (en))
- 2019 : Le Gangster, le Flic et l'Assassin : Soon Ho (?)
- 2019 : Countdown : Dr Sullivan (Peter Facinelli)
- 2019 : Wedding Nightmare : Justin (Nat Faxon) (voix)
- 2019 : Trial by Fire : Todd (Jack O'Connell)
- 2020 : Project Power : Biggie (Rodrigo Santoro)
- 2020 : Petit guide de la chasseuse de monstres : Grand Guignol (Tom Felton)
- 2020 : Pieces of a Woman : Chris (Benny Safdie)
- 2020 : The Wolf of Snow Hollow (en) : John Marshall (Jim Cummings)
- 2021 : Awake : Brian (Finn Jones)
- 2021 : Major Grom : le docteur de peste : Igor Grom (Tikhon Zhiznevskiy)
- 2021 : Bartkowiak (en) : « Steppy D » (Rafal Zawierucha)
- 2022 : The Batman : le maire Don Mitchell Junior (Rupert Penry-Jones)
- 2022 : Hollywood Stargirl : Iggy (Al Madrigal)
- 2022 : Mon Petit Ami virtuel : Nico (Marcus Rosner)
- 2022 : The Valet : Vincent Royce (Max Greenfield)
- 2022 : Et l'amour dans tout ça ? : James (Oliver Chris)
- 2023 : Sayen (en) : le gouverneur Manriquez (Álvaro Espinoza)
- 2023 : The Last Kingdom : Sept rois doivent mourir : Uhtred de Bebbanburg (Alexander Dreymon)
- 2023 : The Kill Room : Raphael Pronto (Mike Doyle)
- 2023 : Hard Days : Taiji Kugayama (Taro Suruga (en))
- 2023 : Mon beau-frère est un vampire (pt) : Greg (Rômulo Neto (en))
- 2023 : Iron Claw : Ric Flair (Aaron Dean Eisenberg)
- 2023 : Vindicte : Vinny (Bradley Stryker)
- 2024 : Argylle : Aidan (Sam Rockwell)
- 2024 : Prise au jeu (en) : Nick (Tom Ellis)
- 2024 : Dans le terrier du lapin blanc : Fiesta (Raúl Briones (es))
- 2024 : Kinds of Kindness : Robert / Daniel / Andrew (Jesse Plemons)
- 2024 : Land of Bad : le sergent Abell (Luke Hemsworth)
- 2024 : Night Swim : le coach (Eddie Martinez)

#### Films d'animation
- 2003 : Sinbad : La Légende des sept mers : Proteus[n 1]
- 2008 : Delgo : Filo[n 2]
- 2009 : Tempête de boulettes géantes : Flint Lockwood[n 3]
- 2010 : La Ligue des justiciers : Conflit sur les deux Terres : Ultraman
- 2011 : Arrietty, le petit monde des chapardeurs : Spiller
- 2012 : Les Enfants loups, Ame et Yuki : Ōkami, l'homme-loup
- 2013 : Tarzan : John Greystoke[4]
- 2014 : Les Nouveaux Héros : Tadashi
- 2016 : Kingsglaive: Final Fantasy XV : Nyx Ulric
- 2017 : Coco : Hector (chant seulement dans le CD)
- 2017 : Les Trolls : Spécial Fêtes : Branche
- 2020 : La Famille Willoughby : Tim Willoughby[n 4]
- 2021 : America : Le Film : Abraham Lincoln[n 4]
- 2021 : Batman : Un long Halloween : Alberto Falcone
- 2021 : Le Tour du monde en quatre-vingts jours : Phileas (création de voix)
- 2021 : Green Snake : Simon
- 2021 : Tous en scène 2 : Buster Moon[5]
- 2021 : Les Trolls: Des fêtes enchantées : Branche (court-métrage)
- 2022 : L'Enfant du mois de Kamiari : Norimasa Hayama
- 2022 : Apollo 10 1/2 : Les fusées de mon enfance : Bostick
- 2022 : Le Monstre des mers : Jacob Holland[n 5]
- 2023 : Spider-Man : Across the Spider-Verse : Ben Reilly / Scarlet Spider[n 6]
- 2023 : Nimona : Nate Knight[n 7]
- 2024 : Thelma la licorne : le chauffeur de camion[n 8]
- 2024 : Tous en scène : Thriller : Buster Moon[5]
- 2025 : Falcon Express : Falcon (création de voix)

### Télévision

#### Téléfilms
- Samuel Page[2] dans :
  - Hors circuit (2008) : Mitch Camponella
  - Mademoiselle Noël (2011) : Ted
  - Dans l'ombre du doute (2013) : Jeff
  - L'Infirmière du cœur (2014) : Justin
  - Captive (2015) : Justin
  - Juste une promenade (2017) : Keith

- Bert Tischendorf dans : 
  - La Catin (2011) : Michel Adler
  - La Châtelaine (2012) : Michel Adler
  - Le Testament de la catin (2013) : Michel Adler
  - Une maman, des papas (2013) : Simon Schnell

- Marcus Rosner (en) dans :
  - Mélodie d'amour (2016) : Liam
  - Mariage et chocolats (2018) : James
  - Noël dans mes montagnes (2019) : Robbie Buckley
  - Prête à tout pour trouver de l'amour (2022) : Kevin

- Mark Consuelos dans :
  - La Légende de Butch et Sundance (en) (2004) : le sergent Sanchez
  - Pour l'amour de Grace (2008) : Steve Lockwood
  - Un crime à la mode (2009) : Tony Trujillo

- Victor Browne dans :
  - Le Canyon des bandits (2006) : Johnny Kendrick
  - Tant d'amour à donner (2007) : le shérif Zach Tyler
  - Le Bonheur d'être aimé (2007) : le shérif Zach Tyler

- Rupert Penry-Jones dans :
  - Joe's Palace (en) (2007) : Richard Reece
  - Dernier Week-end (2012) : Ollie
  - L'Île au trésor (2012) : Squire Trelawney

- Tyron Leitso dans :
  - La Onzième Victime (2012) : Adam
  - À la recherche de l'homme idéal (en) (2014) : Cole
  - Une famille pour Noël (2015) : Ben Matthews

- Barnaby Metschurat dans :
  - Le Mariage de mon père (2006) : Philipp Heine
  - L'Amour en grand (2008) : Jan

- John Reardon (en) dans :
  - Les Flammes du passé (2007) : Josh
  - La Voix du cœur (2007) : Matt

- Lucas Gregorowicz (de) dans :
  - Le Mur (2008) : Lutz Baumann
  - Le Fantôme de mes rêves (2010) : Max von Schönberg-Salchow

- Antonio Cupo (en) dans :
  - J. K. Rowling : La Magie des mots (2011) : Jorge Arantes
  - Une Promesse au nom de notre amitié (2017) : John Pierce

- Jason Lewis dans :
  - Les Enfants du péché : Secrets de famille (2015) : Christopher Dollanganger
  - Les Enfants du péché : Les Racines du mal (2015) : Christopher Dollanganger

- Steve Byers dans : 
  - Les Secrets du lac (2017) : Hayden Blake
  - Un Noël de star (2020) : Dylan Davidson

- 2004 : L'Anneau sacré : Erik / roi Siegfried de Xanten (Benno Fürmann)
- 2005 : Farscape : Guerre pacificatrice : le capitaine Pacificateur (Kim De Lury)
- 2005 : L'Incroyable Voyage de Mary Bryant : William « Will » Bryant (Alex O'Loughlin)
- 2008 : Le Regard d'une mère : l'officier Brady Thomas (Stephen Spender)
- 2009 : Sous le soleil de Miami : Ariel Silva (Jon Seda)
- 2014 : Sous le charme de Noël : Cooper (Adam Mayfield (en))
- 2016 : The Saint : Doyle Cosentino (Yani Gellman)
- 2016 : Une demande en mariage pour Noël : Liam (Greyston Holt)
- 2017 : Un Noël traditionnel : Scott Hays (Travis Van Winkle)
- 2018 : Dangereuse attirance : Ryan (Adam Huber)
- 2019 : La Sœur disparue : Frank (Darin Brooks)

#### Séries télévisées
- Samuel Page[2] dans (12 séries) :
  - Point Pleasant, entre le bien et le mal (2005) : Jesse Parker  (13 épisodes)
  - Shark (2006-2007) : Casey Woodland (22 épisodes)
  - Melrose Place : Nouvelle Génération (2009) : Victor (épisode 4)
  - Desperate Housewives (2010) : Sam Allen (saison 6)
  - Gossip Girl (2010) : Colin Forrester (saison 4)
  - Lie to Me (2011) : George Parker (saison 3, épisode 10)
  - Switched (2012-2015) : Craig Tebbe (9 épisodes)
  - The Client List (2012) : TJ Braswell (saison 1, épisode 2)
  - Scandal (2013) : Will Caldwell (saison 2, épisode 15)
  - House of Cards (2014) : Connor Ellis (saison 2)
  - The Mindy Project (2014) : Andy (saison 2, épisode 22)
  - Stalker (2015) : Mike Harris (épisode 14)

- Noah Bean dans (9 séries) :
  - Damages (2007-2012) : David Connor (18 épisodes)
  - Lipstick Jungle : Les Reines de Manhattan (2008) : Noah Mason (saison 2, épisodes 2 et 3)
  - Private Practice (2008) : Shawn (saison 2, épisode 8)
  - Médium (2008) : Charles Winters (saison 4, épisode 16)
  - The Cleaner (2009) : Michael Zellman (saison 2, épisode 4)
  - Dark Blue : Unité infiltrée (2009) : Scott Muller (saison 1)
  - Once Upon a Time (2012-2013) : Daniel Colter (4 épisodes)
  - Elementary (2016) : Craig Crismond (saison 4, épisode 8)
  - The Enemy Within (2019) : Christopher Shepherd (4 épisodes)

- Jon Seda[2] dans (7 séries) :
  - Close to Home : Juste Cause (2006-2007) : Ray Blackwell (20 épisodes)
  - Les Experts : Miami (2009) : Hector Salazar (saison 7, épisode 11)
  - Numb3rs (2010) : Lonnie Moses (saison 6, épisode 12)
  - L'Enfer du Pacifique (2010) : le sergent John Basilone (mini-série)
  - Burn Notice (2010) : Cole (saison 4, épisode 9)
  - The Closer : L.A. enquêtes prioritaires (2010) : l'inspecteur Frank Verico (saison 6, épisode 6)
  - Hawaii 5-0 (2010) : le sergent Cage (saison 1, épisode 8)

- Rupert Penry-Jones[2] dans (6 séries) :
  - MI-5 (2004-2008) : Adam Carter (41 épisodes)
  - Burn Up (en) (2008) : Tom McConnell (mini-série)
  - Whitechapel (2009-2013) : l'inspecteur Joseph Chandler (18 épisodes)
  - Black Sails (2015-2017) : Thomas Hamilton (6 épisodes)
  - Our House (2022) : Mike / Toby (mini-série)
  - Those About to Die (2024) : Marsus

- Tom Bateman dans (6 séries) :
  - Da Vinci's Demons (2013-2014) : Julien de Médicis[6] (10 épisodes)
  - The Honourable Woman (2014) : Greene (mini-série)
  - Beecham House (2019) : John Beecham (6 épisodes)
  - Mon amie Adèle (2021) : David Ferguson (mini-série)
  - Funny Woman (en) (2023) : Clive Richardson (saison 1)
  - Based on a True Story (2023-2024) : Matt Pierce (16 épisodes)

- Riley Smith dans (5 séries) :
  - True Blood (2014) : Keith (saison 7)
  - The Messengers (2015) : Mark Plowman (6 épisodes)
  - Frequency (2016-2017) : Frank Sullivan (14 épisodes)
  - Proven Innocent (en) (2019) : Levi Scott (13 épisodes)
  - Nancy Drew (2019-2023) : Ryan Hudson (62 épisodes)

- Jake Lacy dans (5 séries) :
  - Girls (2015-2016) : Fran Parker (12 épisodes)
  - Ramy (2019) : Kyle (saison 1, épisode 6)
  - The White Lotus (2021) : Shane Patton (saison 1)
  - A Friend of the Family (2022) : Robert « B » Berchtold (mini-série)
  - Apples Never Fall (2024) : Troy Delaney (mini-série)

- Cheyenne Jackson dans (5 séries) :
  - American Horror Story (2015-2018) : Will Drake / Sidney Aaron James / Dr Rudy Vincent Anderson / John Henry Moore (43 épisodes)
  - Modern Family (2018) : Max (saison 9, épisode 13)
  - American Housewife (2019) : Johnny Diamond (saison 3, épisode 12)
  - Julie and the Phantoms (2020) : Caleb Covington (4 épisodes)
  - Doctor Odyssey (2024) : Brian (saison 1, épisode 7)

- David Sullivan (en) dans (5 séries) :
  - Goliath (2019) : Spencer Jackson (saison 3)
  - The Son (2019) : Matthew Wentworth (saison 2)
  - The Wilds (2020-2022) : Dr Daniel Faber (18 épisodes)
  - Snowfall (2022) : Grady Williamson (saison 5, épisodes 1 et 2)
  - Liaison fatale (2023) : Frank Gallardo (mini-série)

- Giacomo Gianniotti dans (4 séries) :
  - Reign : Le Destin d'une reine (2014) : Lord Julien Varga (saison 1)
  - Grey's Anatomy (2015-2021) : Dr Andrew DeLuca (136 épisodes)
  - Grey's Anatomy : Station 19 (2018 / 2021) : Dr Andrew DeLuca (3 épisodes)
  - L'Amour trompé (2024) : Elia (mini-série)

- Sung Kang dans (4 séries) :
  - Magnum (2018) : l'inspecteur Tanaka (saison 1, épisode 1)
  - Whiskey Cavalier (2019) : Daniel Lou (épisode 12)
  - Histoire de Lisey (2021) : l'officier Dan Beckman (mini-série)
  - Obi-Wan Kenobi (2022) : le Cinquième frère (mini-série)

- Mark Consuelos dans :
  - Missing : Disparus sans laisser de trace (2004-2006) : l'agent Antonio Cortez (37 épisodes)
  - La Star de la famille (2005-2006) : Gary « le Gooch » Gucharez (10 épisodes)
  - Ugly Betty (2009) : l'inspecteur Averaimo (saison 3, épisode 3)

- John Francis Daley dans :
  - Bones (2007-2014) : Dr Lance Sweets (140 épisodes)
  - The Finder (2012) : Dr Lance Sweets (épisode 2)
  - Bienvenue chez les Huang (2016) : Jordan (saison 2, épisode 21)

- Dustin Milligan dans :
  - Runaway (2006) : Henry Rader (9 épisodes)
  - 90210 Beverly Hills : Nouvelle Génération (2008-2009) : Ethan Ward (saison 1)
  - Motive (2013) : Felix Hausman (saison 1, épisode 10)

- Charlie Hofheimer dans :
  - Numb3rs (2006) : Ron Allen (saison 2, épisode 15)
  - 24 Heures chrono : Legacy (2017) : Ben Grimes
  - La Voix du lac (2024) : Wallace White (mini-série)

- David Giuntoli dans :
  - Privileged (2008) : Jacob Cassidy (5 épisodes)
  - Eli Stone (2008) : Scott Colby (saison 1, épisode 12 et saison 2, épisode 4)
  - Private Practice (2011) : Daniel (saison 4, épisode 5)

- Scott Porter dans :
  - The Good Wife (2010-2011) : Blake Calamar (saison 2)
  - New York, unité spéciale (2018) : Nick Hunter (saison 19, épisode 19)
  - Ginny et Georgia (depuis 2021) : le maire Paul Randolph

- Ramón Rodríguez dans :
  - Charlie's Angels (2011) : John Bosley, un hacker (8 épisodes)
  - Iron Fist (2017) : Bakuto (saison 1)
  - The Defenders (2017) : Bakuto (mini-série)

- Bill Heck (en) dans :
  - Elementary (2012) : Ty Morstan (saison 1, épisode 2)
  - Instinct (2018) : Roman Cecchino (saison 1, épisode 2)
  - Bluff City Law (2019) : Campbell Mathers (épisode 4)

- Marcus Rosner (en) dans :
  - Arrow (2012-2018) : Max Fuller (saison 1, épisode 3 et saison 7, épisode 8)
  - UnREAL (2018) : Warren Johnson (saison 3)
  - Les Wedding Planners (en) (2020) : William (épisode 5)

- Luke Treadaway dans :
  - Fortitude (2015-2018) : Vincent Rattrey (24 épisodes)
  - Témoin indésirable (2018) : Dr Arthur Calgary (mini-série)
  - Lockwood and Co. (2023) : The Golden Blade

- Tom Ellis dans :
  - Lucifer (2016-2021) : Lucifer Morningstar / Michael (93 épisodes)
  - Flash (2019) : Lucifer Morningstar (saison 6, épisode 9)
  - Washington Black (en) (2025) : Christopher « Titch » Wilde (mini-série)

- Mikkel Boe Følsgaard dans :
  - The Rain (2018-2020) : Martin (20 épisodes)
  - Borgen, une femme au pouvoir (2022) : Asger Holm Kirkegaard (saison 4)
  - Le Comte de Monte-Cristo (2025) : Gérard de Villefort (mini-série)

- Russell Tovey dans :
  - Years and Years (2019) : Daniel Lyons (mini-série)
  - Flesh and Blood (en) (2020) : Nathan (mini-série)
  - The Sister (en) (2020) : Nathan Redman (mini-série)

- Adam Scott dans :
  - Severance (depuis 2022) : Mark Scout
  - Loot (depuis 2022) : John Novak
  - The Studio (2025) : Adam Scott (saison 1, épisode 9)

- Adrian Grenier dans :
  - Entourage (2004-2011) : Vincent « Vince » Chase (96 épisodes)
  - Clickbait (2021) : Nick Brewer (mini-série)

- Dan Stevens dans :
  - Raison et Sentiments (2008) : Edward Ferrars (en) (mini-série)
  - Gaslit (2022) : John Dean (mini-série)

- Chris J. Johnson (en) dans :
  - Vampire Diaries (2009) : Logan Fell (saison 1)
  - The Orville (2018-2019) : Cassius (saison 2)

- Alfie Allen dans :
  - Game of Thrones (2011-2019) : Theon Greyjoy (47 épisodes)
  - Meurtres à White House Farm (2020) : Brett Collins (mini-série)

- Nigel Harman (en) dans :
  - Downton Abbey (2013) : Green (saison 4)
  - We Hunt Together (en) (2020) : Simon Goodbridge (saison 1, épisodes 1 et 4)

- Jake McLaughlin dans :
  - Believe (2014) : William Tate (13 épisodes)
  - Quantico (2015-2018) : Ryan Booth (57 épisodes)

- David Walton dans :
  - About a Boy (2014-2015) : Will Freeman (33 épisodes)
  - 9JKL (2017-2018) : Andrew Roberts (16 épisodes)

- Elyes Gabel dans :
  - Scorpion (2014-2018) : Walter O'Brien (93 épisodes)
  - Suspicion (2022) : Sean Tilson (8 épisodes)

- Theo James dans : 
  - Golden Boy (2014) : lieutenant Walter William Clark, Jr. (13 épisodes)
  - The Gentlemen (2024) : Eddie Horniman

- Chris Klein dans :
  - Motive (2015) : Brad Calgrove (saison 3, épisode 7)
  - À l'ombre des Magnolias (depuis 2020) : Bill Townsend

- David Dastmalchian dans :
  - 12 Monkeys (2016) : Kyle Slade (saison 2, épisodes 5 et 6)
  - MacGyver (2016-2021) : Murdoc (11 épisodes)

- Gabriel Mann dans :
  - Ray Donovan (2016) : Jacob Waller (saison 4)
  - Blacklist (2019-2021) : Ilya Koslov (3 épisodes)

- Jon-Michael Ecker (en) dans :
  - Reine du Sud (2016-2019) : Guero « El Guero » Davila (21 épisodes)
  - Chicago Fire (2021) : Greg Grainger (saison 9)

- Charlie Kelly dans :
  - Vikings (2017) : Egil (saison 4)
  - Dublin Murders (en) (2019) : Justin Mannering (4 épisodes)

- Angel Bonanni (en) dans :
  - Absentia (2017-2019) : Tommy (17 épisodes)
  - Condor (2018) : Deacon Mailer (saison 1)

- Joe Bannister dans :
  - Howards End (2017) : Charles Wilcox (mini-série)
  - Curfew (en) (2019) : Peter Carter (épisode 7)

- John Gallagher, Jr. dans :
  - High Maintenance (2018) : Zach (saison 2, épisode 10)
  - Modern Love (2019) : Rob (saison 1, épisodes 5 et 8)

- Johnny Flynn dans :
  - La Foire aux vanités (2018) : William Dobbin (mini-série)
  - The Lovers (en) (2023-2024) : Seamus

- Chris D'Elia (en) dans :
  - Huge en France (2019) : Chris D'Elia (épisode 2)
  - You (2019) : Henderson « Hendy » (saison 2)

- Nick Blood dans : 
  - C.B. Strike (2020) : Jimmy Knight (saison 3)
  - La Mort à nu (en) (2023) : Michael Strachan (4 épisodes)

- Travis Van Winkle dans : 
  - Made for Love (2022) : Aaron Benson (saison 2, épisode 5)
  - Fubar (2023) : Aldon

- Todd Lasance dans : 
  - Spartacus : La Guerre des damnés (2013) : Jules César (saison 3)
  - NCIS: Sydney (depuis 2023) : le sergent Jim « JD » Dempsey

- Rory Scovel dans :
  - Physical (2021-2023) : Danny Rubin (30 épisodes)
  - Derrière la façade (en) (2024) : Bobby Barnett

- Andrew Rannells dans :
  - Welcome to Chippendales (2022) : Bradford Barton (mini-série)
  - Too Much (2025) : James South

- Sverrir Gudnason dans :
  - Ronja, fille de brigand (sv) (2024) : Borka
  - Paradis City (2025) : Hermann Murell

- Benedict Hardie dans :
  - Nautilus (2024) : Edward Cuff
  - Les Survivants (2025) : Chris Renn (mini-série)

- 1978[n 9] : Le Muppet Show : lui-même (Peter Sellers) (saison 2, épisode 19)
- 2001-2011 : Smallville : Lex Luthor (Michael Rosenbaum) (154 épisodes)
- 2002 : Dinotopia (2002) : Karl Scott (Tyron Leitso) (mini-série)
- 2004 : Wonderfalls : Eric Gotts (Tyron Leitso)
- 2004-2006 : Des jours et des vies : Brady Black (Eric Martsolf (en))
- 2006-2007 : Big Day : Skobo (Stephen Rannazzisi)
- 2006 : Jane Eyre : John Eshton (Aidan McArdle) (mini-série)
- 2007 : Les Tudors : Anthony Knivert (Callum Blue)
- 2008 : Le Destin de Bruno : le réalisateur Herr Lure (Alexander Wüst)
- 2008 : Dr House : un guitariste (saison 4, épisode 9)
- 2008-2010 : Romanzo criminale : le Dandy (Alessandro Roja (it)) (22 épisodes)
- 2009-2010 : Three Rivers : Dr Andy Yablonski (Alex O'Loughlin)
- 2009-2010 : Trauma : Glenn Morrison (Taylor Kinney)
- 2010 : Forgotten : Matt Hudson (Cutter Cutshaw) (saison 1, épisode 9)
- 2011 : The Killing : Ray Seward (Peter Sarsgaard)
- 2012 : Castle : Darren Thomas (Taylor Kinney) (saison 4, épisode 17)
- 2012 : Monroe : Dr Lawrence Shepherd (Tom Riley)
- 2012-2015 : Revenge : Daniel Grayson (Joshua Bowman)
- 2013 : Private Practice : Scott Becker (Stephen Amell) (saison 5)
- 2013 : The Killing : Ray Seward, condamné à mort (Peter Sarsgaard) (saison 3)
- 2013 : Anna Karenine : Levin (Max Von Thun) (mini-série)
- 2014 : Unforgettable : John Hibbert (Mike Doyle) (saison 3, épisode 9)
- 2014-2016 : Gotham : Harvey Dent (Nicholas D'Agosto[7]) (19 épisodes)
- 2014-2019 : Jane the Virgin : Rafael Solano (Justin Baldoni) (99 épisodes)
- 2014-2020 : Murder : Asher Millstone (Matt McGorry)[2] (90 épisodes)
- 2015-2022 : The Last Kingdom : Uhtred de Bebbanburg (Alexander Dreymon)
- 2016 : Quarry : Mac Conway (Logan Marshall-Green)
- 2016 : Roman Empire : Commode (Aaron Jakubenko)
- 2016 : StartUp : Shad (Adam Huber) (saison 1, épisode 1)
- 2016-2018 : Tunnel : Boleslaw « BB » Borowski (William Ash (en))
- 2017 : Sense8 : Sebastian Fuchs (Lars Eidinger)
- 2017 : Wet Hot American Summer : Ten Years Later : Garth (Jai Courtney) (mini-série)
- 2017 : Atypical : Jayson (Dabier) (1 épisode)
- 2017 : 4 Blocks : Alexander (Gerdy Zint) (4 épisodes)
- 2017-2018 : Sick Note : Will_5000 (Dustin Demri-Burns) (6 épisodes)
- 2017-2019 : The Good Place : Chris Baker (Luke Guldan) (6 épisodes)
- 2018 : The Path : Julian (Federico Rodriguez)
- 2018 : Angie Tribeca : Emerson Lake-Palmer (Jake Picking (en))
- 2018 : The Terror : le lieutenant Graham Gore (Tom Weston-Jones)
- 2018 : The Rookie : Le Flic de Los Angeles : M. Walker (Harry Groener) (saison 1, épisode 5)
- 2018-2019 : The Deuce : Gene Goldman (Luke Kirby)
- depuis 2018 : Terre de Marées : Colton Raxter (Richard Davies)
- 2019 : What/If : Billy (Keegan Allen)
- 2019 : Gentleman Jack : Thomas Ainsworth (Brendan Patricks)
- 2019 : The Passage : Clark Richards (Vincent Piazza)
- 2019 : Insatiable : Brazen Moorehead (Lance Bass)
- 2019 : Living with Yourself : Dan (Desmin Borges (en))
- 2019 : Vikings : Oleg le Sage (Danila Kozlovski)
- 2019 : Brooklyn Nine-Nine : Seth Haggerty (Jonathan Chase) (saison 6, épisode 8)
- 2019 : Watchmen : le membre à la bombe du 7e de Kavalry (Brook Todd) (saison 1, épisode 3)
- 2019 : Roman Empire : Caligula (Ido Drent)
- 2019 : Les 100 : Gavin / Marcus Kane II (Greyston Holt) (saison 6, épisodes 8 et 9)
- 2019 : Arrow : Grant Wilson / Deathstroke (Jamie Andrew Cutler) (saison 8, épisode 4)
- 2019-2020 : La Jetée : Fran (Miquel Fernández)
- 2019-2020 : Stumptown : Greyson « Grey » McConnell (Jake Johnson) (18 épisodes)
- 2019-2020 : Crash Landing on You : Yoon Se-jun (Choi Dae-hoon) (12 épisodes)
- 2019 / 2021 : DC Titans : Len Armstrong (Evan Jones) (saison 2, épisode 10), Dr Artie Kind (Kris Siddiqi) (3 épisodes)
- 2020 : Alta Mar : Fabio (Marco Pigossi)
- 2020 : Fargo : Josto Fadda (Jason Schwartzman) (saison 4)
- 2020 : The Undoing : le détective Joe Mendoza (Édgar Ramírez) (mini-série)
- 2020 : Les Enquêtes de Vera : Rob Bayliss (Stuart Laing (en)) (saison 10, épisode 2)
- 2020-2021 : Big Sky : Cody Hoyt (Ryan Phillippe) (saison 1)
- 2020-2022 : Barbares : Hadgan (Sergej Onopko) (7 épisodes)
- 2021 : Black Sands : Salomon Tulinius (Arnbjörnsson Kolbeinn) (saisons 1 et 2 - 13 épisodes) [8]
- 2021 : The Underground Railroad : Boseman (Kraig Dane) (5 épisodes)
- 2021 : American Horror Stories : Adam / Jay Gantz (Aaron Tveit) (saison 1, épisodes 2 et 6)
- 2021-2022 : See : le militaire (Joe Flanigan) (5 épisodes)
- 2022 : The Guardians of Justice : Red Talon (John Hennigan)
- 2022 : Jack Ryan : Radek Breza (Adam Vacula) (saison 3)
- 2022 : Rien de suspect : Maurício (Rômulo Neto (en)) (9 épisodes)
- 2022 : The Lazarus Project : Rudy (Alec Utgoff) (saison 1)
- 2022-2025 : Bosch: Legacy : Maurice « Bo » Bassi (Stephen A. Chang) (30 épisodes)
- 2023 : Tête à tête (en) : Derek (John Paul Reynolds)
- 2023 : La Traque dans le sang (en) : Min-Beom [Qui ?]
- 2023 : The Gold : Le Casse du siècle (en) : Edwyn Cooper (Dominic Cooper) (6 épisodes)
- 2023 : Les Fleurs sauvages : John Morgan (Alexander England (en)) (mini-série)
- 2023 : Lessons in Chemistry : ? (?)
- 2023 : Tout le monde aime les diamants : Leonardo Notarbartolo (Kim Rossi Stuart)
- 2023 : Reacher : ? (?) (saison 2)
- 2024 : Detective Forst (en) : l'inspecteur Wiktor Forst (Borys Szyc)
- 2024 : Un jour : Gary (Tim Preston) (mini-série)
- 2024 : Avatar, le dernier maître de l'air : l'amiral Zhao (Ken Leung)
- 2024 : Supersex : Gabriele (Enrico Borello)
- 2024 : Shardlake : Détective de l'ombre (en) : Matthew Shardlake (Arthur Hughes (en)) (mini-série)
- 2024 : Dans cette vie ou une autre (es) : Emilio Trashorras (Pol López (ca))
- 2024 : Heeramandi : les diamants de la cour : Alastair Cartwright (Jason Shah (en))
- 2024 : Bandits, bandits : De Plume (Matt King)
- 2024 : Bodkin (en) : Ed (Alan Devine (en))
- 2024 : D'une main de fer : Ariel Ramírez-Pereira (Raúl Briones (es))
- 2024 : Rivals : James Vereker (Oliver Chris)
- 2025 : La Meneuse : Sean Murphy (Jon Glaser (en))
- 2025 : Sans merci (en) : Choi Sung-cheol (Jo Han-chul)
- 2025 : Squid Game : VIP Aigle (Bryan Bucco) (saison 3)

#### Séries d'animation
- 1996[9] : L'Incroyable Hulk : Thor / Donald Blake (épisode 9)
- 2006 : Teen Titans : Les Jeunes Titans : Melchior[n 10] et Rorak[n 10] (saison 3, épisode 6)
- 2008-2009 : Spectacular Spider-Man : Peter Parker / Spider-Man
- 2011 : Mes parrains sont magiques : le père du temps
- 2011-2015 : Kung Fu Panda : L'Incroyable Légende : Peng
- 2013 : Le Petit Prince : le Roi
- 2014-2016 : Super 4 : le prince Alexandre
- 2015 : Les Nouvelles Aventures d'Oz : Reigh le lion peureux
- depuis 2016 : Lastman : Harry Zenkova, Dylan
- 2018 : Trolls : En avant la musique ! : Branche
- 2018 : Back Street Girls : George
- 2018 : Fancy Nancy : Papa
- 2018-2021 : 44 Chats : Molette et Maestro Tango
- 2019 : La Bande à Picsou : Alistair Galotru[n 11] (saison 2, épisode 16)
- 2019[10] : Demon Slayer: Kimetsu no Yaiba : Sanemi Shinazugawa
- 2020 : BNA: Brand New Animal : Alan Sylvasta
- 2020 : Great Pretender : Clark Ibrahim
- 2020 : Moi, Elvis : Leonidas (le père d'Elvis)
- 2021 : Solar Opposites : Chaz (saison 2, épisode 6)
- 2021 : M.O.D.O.K. : Simon Williams / Wonder Man[n 12] (épisodes 7 et 9)
- depuis 2022 : Hamster et Gretel : le ver d'oreille
- 2023 : The Reincarnation of the Strongest Exorcist in Another World : Haruyoshi Kuga
- 2023 : Agent Elvis : Timothy Leary
- 2025 : Eyes of Wakanda : Achille (mini-série)

### Jeux vidéo
- 2008 : Spider-Man : Le Règne des ombres : Peter Parker / Spider-Man
- 2009 : League of Legends : Vladimir
- 2011 : Skylanders: Spyro's Adventure : Spyro
- 2012 : Skylanders Giants : Spyro
- 2012 : Forza Horizon : Scott Tyler
- 2012 : Dance Central 3 : Angel
- 2013 : Final Fantasy XIV: A Realm Reborn : voix additionnelles
- 2013 : Skylanders: Swap Force : Spyro
- 2013 : Batman: Arkham Origins : Alberto Falcone et Jack Ryder
- 2014 : The Elder Scrolls Online : voix additionnelles
- 2014 : Forza Horizon 2 : Scott Tyler
- 2014 : Lego Le Hobbit : voix additionnelles
- 2014 : Skylanders: Trap Team : Spyro
- 2015 : Fallout 4 : voix additionnelles
- 2016 : Forza Horizon 3 : Scott Tyler
- 2017 : Resident Evil 7: Biohazard : Ethan Winters
- 2018 : Forza Horizon 4 : Scott Tyler
- 2019 : Days Gone : le caporal Russell et un maraudeur
- 2019 : Rage 2 : Sparta Membrard
- 2019 : Blood and Truth : Nicholas Marks
- 2020 : Bob l'éponge : Bataille pour Bikini Bottom - Réhydraté : la crevette
- 2020 : Marvel's Spider-Man: Miles Morales : Simon Krieger
- 2020 : Cyberpunk 2077 : Stanley « Stan » Media, Lucas et voix additionnelles
- 2021 : Resident Evil Village : Ethan Winters
- 2021 : Les Gardiens de la Galaxie : Rocket
- 2021 : Forza Horizon 5 : Scott Tyler
- 2022 : Roller Champions : le commentateur
- 2023 : Final Fantasy XVI : Yvan et voix additionnelles
- 2023 : Cyberpunk 2077 : Phantom Liberty : Stanley « Stan » Media et voix additionnelles

## Voix-off

### Émissions
- Les Maîtres de la survie (Discovery Channel)
- Une vie de chaton (France 5)